# Przytuły (gemeente)
De gemeente Przytuły is een landgemeente in het Poolse woiwodschap Podlachië, in powiat Łomżyński.
De zetel van de gemeente is in Przytuły.
Op 30 juni 2004 telde de gemeente 2198 inwoners.

## Oppervlakte gegevens
In 2002 bedroeg de totale oppervlakte van gemeente Przytuły 71,18 km², waarvan:
- agrarisch gebied: 79%
- bossen: 15%

De gemeente beslaat 5,26% van de totale oppervlakte van de powiat.

## Demografie
Stand op 30 juni 2004:
| Omschrijving                   | Totaal | Totaal | Vrouwen | Vrouwen | Mannen | Mannen |
| ------------------------------ | ------ | ------ | ------- | ------- | ------ | ------ |
| eenheid                        | aantal | %      | aantal  | %       | aantal | %      |
| inwoners                       | 2198   | 100    | 1092    | 49,7    | 1106   | 50,3   |
| bevolkingsdichtheid (inw./km²) | 30,9   | 30,9   | 15,3    | 15,3    | 15,5   | 15,5   |

In 2002 bedroeg het gemiddelde inkomen per inwoner 1441,42 zł.

## Plaatsen
Bagienice, Borawskie, Chrzanowo, Doliwy, Gardoty, Grzymki, Kubra-Przebudówka, Mieczki, Mroczki, Nowa Kubra, Obrytki, Pieńki Okopne, Przytuły, Przytuły-Kolonia, Przytuły-Las, Stara Kubra, Supy, Trzaski, Wagi, Wilamowo.

## Aangrenzende gemeenten
Grabowo, Jedwabne, Radziłów, Stawiski, Wąsosz